# Sankt Thomas am Blasenstein
Sankt Thomas am Blasenstein là một đô thị thuộc huyện Perg thuộc bang Oberösterreich, Áo. Đô thị Sankt Thomas am Blasenstein có diện tích 29 km², dân số thời điểm năm 2006 là 878 người.